# Любешка (притока Свіржу)
Любе́шка — річка в Україні, в межах Перемишлянського і Жидачівського районів Львівської області та Рогатинського району Івано-Франківської області. Права притока Свіржу (басейн Дністра).

## Опис
Довжина 22 км, площа басейну 52 км². Річка слабозвивиста, заплава місцями заболочена. Правий (східний) берег значно вищий і крутіший від лівого.

## Розташування
Витоки розташовані на схід від села Стоки. Річка тече переважно на південь та південний схід, впадає у Свірж на околиці села Підбір'я, в межах Рогатинського Опілля.